# Industrie-Quadrille
Die Industrie-Quadrille ist eine Quadrille von Johann Strauss (Sohn) (op. 35). Sie wurde am 30. Januar 1847 in Baden bei Wien erstmals aufgeführt.

## Einzelnachweis
1. ↑  Quelle: Englische Version des Booklets (Seiten 71–72) in der 52 CDs umfassenden Gesamtausgabe der Orchesterwerke von Johann Strauß (Sohn), Hrsg. Naxos (Label). Das Werk ist als vierter Titel auf der 26. CD zu hören.